# Koningsveld
Het Klooster Koningsveld is een voormalig klooster dat vlak buiten de Nederlandse stad Delft langs de Schie stond van 1251 tot 1572.

## Geschiedenis
De grond waarop het klooster stond was oorspronkelijk eigendom van de graven van Holland. Graaf Willem II gaf zijn tante Ricardis in 1251 opdracht om daar een klooster te stichten. Vanwege de kroning van Willem II tot Rooms-koning wordt het Campus Regis of Koningsveld genoemd. Een jaar later werden de nieuwgebouwde kerk en altaar ingewijd door de bisschop van Utrecht, Hendrik van Vianden. De eerste bewoners waren waarschijnlijk broeders norbertijnen uit de Norbertijnerabdij van Mariënweerd, maar na een aantal jaar werd besloten om er zusters te vestigen. De zusters die er intraden waren lid van de orde van de Premonstratenzers, en waren in de regel van adel.
In de zestiende eeuw was het klooster uitgegroeid tot een aanzienlijk complex. Toen Willem van Oranje Delft uitkoos als residentie van waaruit hij de Nederlandse Opstand leidde, besloot hij in 1572 het klooster te laten slopen; het zou door de Spanjaarden als uitvalsbasis gebruikt kunnen worden.